# Ikarus 266
Ikarus 266 — автобус венгерской фирмы «Икарус», серийно выпускавшийся с 1972 по 1990 год.

## Описание
Ikarus 266 имеет заднемоторную конструкцию и подвеску на листовых рессорах. По большей части он функционировал как междугороднее транспортное средство с формулой дверей 2—4—0. В первые дни существовал и городской вариант с формулой дверей 2—4—2. На протяжении всего периода производства на автобусы ставили ширмовые двери и передние мосты с системой трилексных дисков.
Автобусы Ikarus 266 оснащены дизельным двигателем Rába D 2156 HM6U. Первоначально двигатель сочетался в паре с пятиступенчатой механической трансмиссией, а позже — с шестиступенчатой механической.
Популярность автобуса можно объяснить тем, что он основан на своих предшественниках — Ikarus 55 и Ikarus 66. Родственным типом автобуса Ikarus 266 является Ikarus 255.

## Модификации
- 266.09 — модификация для Китая.

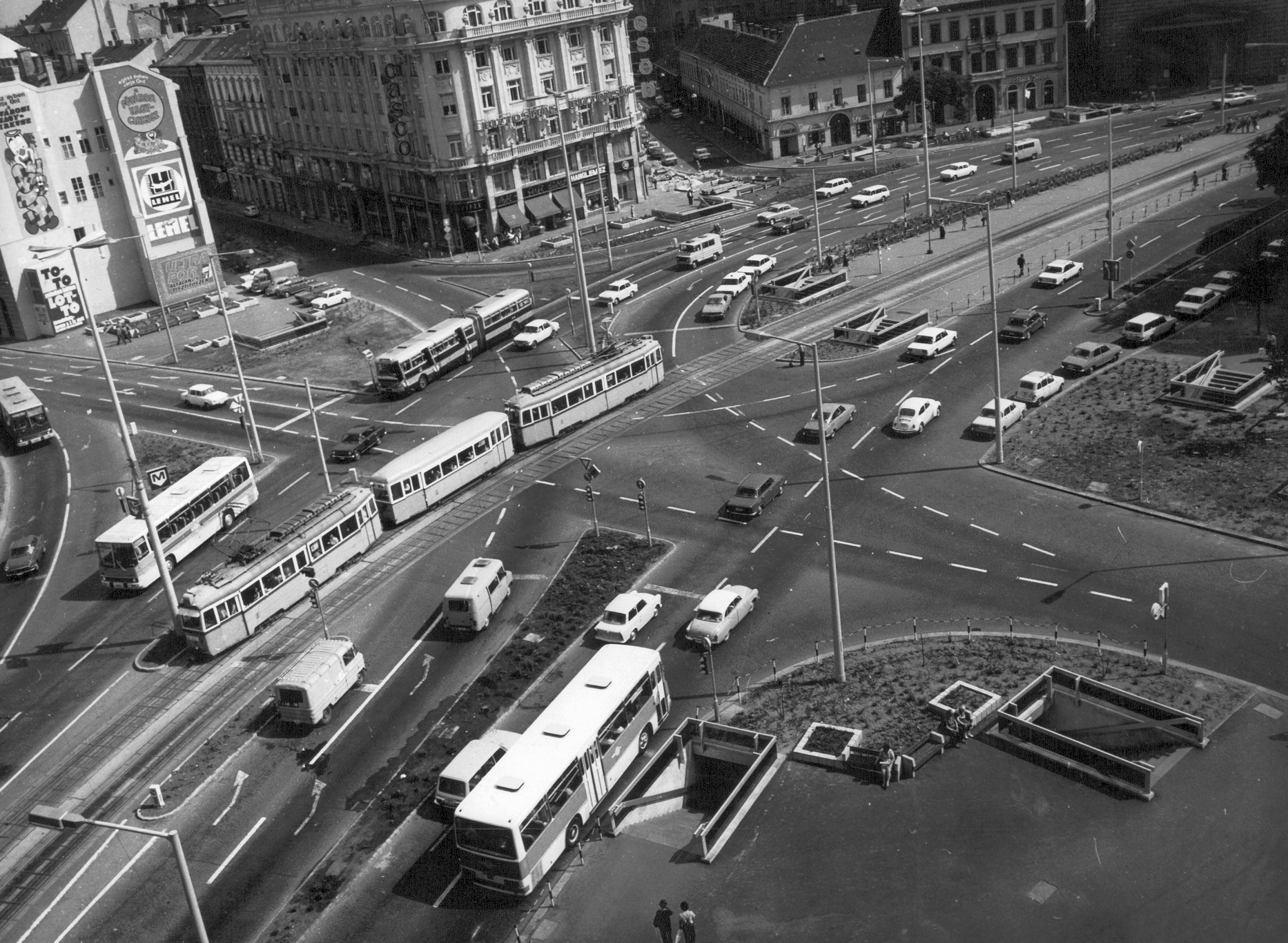
Ikarus 266 в нижней части рисунка

- 266.20 (1972—1977) — внутригородской вариант с формулой дверей 2—4—0, один ряд сидений слева.
- 266.22 (1974) — модификация для Танзании.
- 266.25 — модификация для внутренних стран (1972—1990) и Болгарии (1978—1979).
- 266.26 — модификация для Китая.
- 266.28 и 266.29 — модификации для Венесуэлы.
- 266.30 (1976) и 266.80 (1988—1989) — модификации для Южного Йемена.
- 266.31 и 266.53 — модификации для ГДР.
- 266.32 — внутренняя модификация.
- 266.70 (1972—1975) — модификация для Венгрии с тремя дверьми для городских маршрутов.

## Ikarus 200-M
В 1972 году Секешфехервар отметил своё 100-летие. По этому случаю заводское подразделение в Секешфехерваре выпустило для города Ikarus 200-M с открытым верхом. Кузов автобуса окрашен в бордово-бежево-чёрный цвет. Серийное производство не состоялось, и единственный экземпляр этого типа позже был отправлен в Будапешт, где выполнял экскурсионные услуги сначала с номерными знаками FKB-869, а затем — MZZ-709. Когда он получил новый номерной знак, схема дверей была переработана, а одновременно был добавлен новый бампер.